# Ahornspitze
Ahornspitze är en bergstopp i Österrike.   Den ligger i distriktet Schwaz och förbundslandet Tyrolen, i den västra delen av landet, 400 km väster om huvudstaden Wien. Toppen på Ahornspitze är 2 973 meter över havet.
Terrängen runt Ahornspitze är huvudsakligen mycket bergig. Närmaste större samhälle är Mayrhofen, 6,2 km nordväst om Ahornspitze. 